# Anders Resenberg
Anders Resenberg var en svensk målarmästare och kyrkomålare, verksam under 1700-talets första del.
Han gifte sig omkring 1704 med Clara Danielsdotter. För Svärdsjö kyrka i Dalarna målade han bildhuggaren Erich Bergmans utförda altaruppsats. I Silverbergs kapell målade han Sacerstian, tillika med hela Cappellet. 